# فانيسر
فانيسر (بالفارسية: ونی سر) هي منطقة سكنية تقع في إيران في زنجان. يقدر عدد سكانها بـ 1,101 نسمة .